# Heinz Kahlau

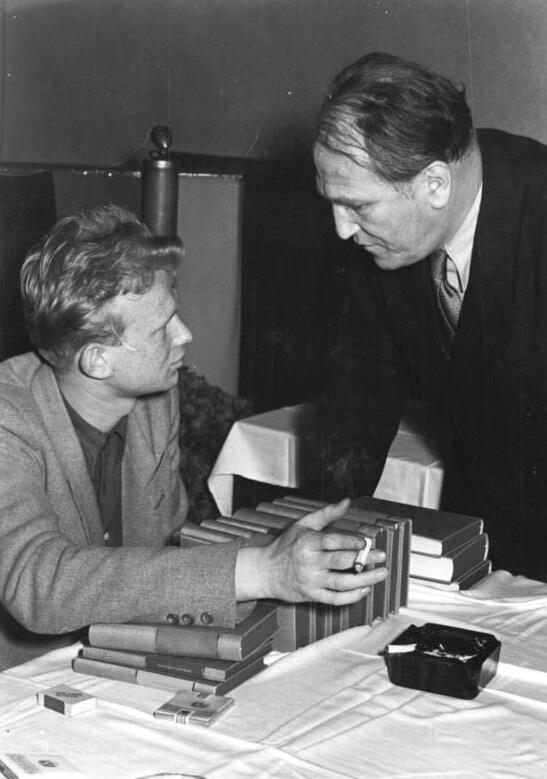
Heinz Kahlau (sitzend) mit dem Autor Michael Tschesno-Hell (1952)

Heinz Kahlau (* 6. Februar 1931 in Drewitz, Kreis Teltow; † 6. April 2012 in Greifswald) war ein deutscher Lyriker.

## Leben
Heinz Kahlau arbeitete nach seinem Schulbesuch zunächst als ungelernter Arbeiter in verschiedenen Berufen. 1949 ging er nach Berlin. Hier studierte er von 1953 bis 1956 an der Akademie der Künste, wo er unter anderem als Meisterschüler Bertolt Brechts unterrichtet wurde. Ab 1956 arbeitete er freischaffend. Er veröffentlichte Lyrik, Prosa und Lieder. Außerdem war er als Drehbuchautor tätig.
Nachdem ihm wegen kritischer Verse in Zusammenhang mit dem Ungarn-Aufstand 1956 Haft angedroht worden war, wurde er zwischen 1956 und 1964 zum Inoffiziellen Mitarbeiter des Ministeriums für Staatssicherheit der DDR, was er 1990 freiwillig bekannte. Er hatte gehofft, dadurch der Verfolgung der Stasi zu entgehen. In seiner Zeit als IM entstanden auch Gedichte, die den Bau der Berliner Mauer bejahten.
Von 1970 bis 1980 leitete er als Präsident die P.E.N.-Sektion der DDR. Weiterhin engagierte er sich im Schriftstellerverband der DDR und arbeitete mit der Rockgruppe Karat zusammen. Kahlau war Mitglied der Freien Deutschen Jugend, der SED und später der Partei Die Linke. Von 1990 bis 1992 war er Bezirksverordneter der PDS in Berlin-Pankow.
Zu Lebzeiten erschienen etwa zwanzig Lyrikbände von Heinz Kahlau. Sein bekanntestes Werk ist der Band Du, eine Sammlung von Liebesgedichten. 
Zu seinem 75. Geburtstag zog er sich aus Berlin auf die Insel Usedom zurück, wo er weiterhin als Autor arbeitete.
Kahlau war mehrfach verheiratet, darunter in kurzer Ehe mit der Schriftstellerin Gisela Steineckert.

## Nachrufe
In der Frankfurter Allgemeinen Zeitung erschien ein Nachruf von Oliver Jungen, der beschreibt, dass das Werk Kahlaus sich aus einer Urform der Lyrik, der Panegyrik, speist: „Seit der Genieepidemie gerät in Vergessenheit, dass die wahre Wurzel der Poesie die Gebrauchslyrik war: panegyrischer Gesang, Memorieren historischer Schicksale, politische Überzeugungsarbeit. Das neue Ideal heißt Subjektivität - und damit Unbedeutsamkeit. Einer aber sträubt sich gegen leeres Virtuosentum: Der auflagenstärkste deutsche Dichter der Gegenwart ist ein wackerer Rhetoriker unter den Poeten.“ Kahlau sei stets dem Ideal des Sozialismus zugetan geblieben: „In der DDR schrieb er ohne falsche Scham, was geschrieben werden musste: Soldatenlieder, Traktoristengedichte, FDJ-Hymnen, engagierte Drehbücher, ein lobendes Poem über den Mauerbau, überhaupt Agitprop-Lyrik, aber auch kritische Kommentare und sehnsuchtsvolle Liebesgedichte. […] Kahlau dichtet verständlich, doch nicht kunstlos: Die Form hilft stets, eine Idee zur Geltung zu bringen, statt wie so oft Belangloses zu verrätseln.“

## Auszeichnungen
- 1960: Verdienstmedaille der Nationalen Volksarmee in Bronze für Schritt für Schritt[5]
- 1962: Heinrich-Greif-Preis
- 1963: Heinrich-Heine-Preis des Ministeriums für Kultur der DDR
- 1963: Johannes-R.-Becher-Medaille
- 1964: Kunstpreis der FDJ
- 1967: Kritikerpreis der Berliner Zeitung für Ein Krug mit Oliven als bestes Jugendstück[6]
- 1970: Goethepreis der Stadt Berlin
- 1972: Lessing-Preis der DDR
- 1981: Johannes-R.-Becher-Medaille
- 1984: Nationalpreis der DDR III. Klasse für Kunst und Literatur
- 1984 und 1987: DDR-Hörspielpreis
- 1989: Vaterländischer Verdienstorden

## Schriften (Auswahl)
- Hoffnung lebt in den Zweigen des Caiba. Neues Leben, Berlin 1954
- Gedichte. Volk und Welt, Berlin 1956
- Die Schönste. (Drehbuchteile der Zensurfassung). 1957
- Die Maisfibel. Volk und Welt, Berlin 1960
- Steinzeitballade. 1961 (Liedtexte).
- Jones’ Family. Eine Groteske mit Gesang. Henschel, Berlin 1962
- Auf der Sonnenseite. 1962 (Drehbuch).
- Der Fluß der Dinge. Gedichte aus 10 Jahren. Aufbau, Berlin 1964
- Mikroskop und Leier. Bechtle, München 1964
- Ein Krug mit Oliven. Parabelstück. Henschel, Berlin 1966
- Du. Liebesgedichte. Aufbau, Berlin 1971
- Balladen. Aufbau, Berlin 1971
- Der Rittersporn blüht blau im Korn. Kinderbuchverlag. Berlin 1972 (mit Collage-Illustrationen von Gerhard Lahr)
- Flugbrett für Engel. Gedichte. Aufbau, Berlin 1974
- Der Vers, der Reim, die Zeile. Wie ich Gedichte schreibe. Neues Leben, Berlin 1974
- Das Hammer-Buch. Junge Welt, Berlin 1975
- Wie fand der Fritz grad, krumm und spitz. (Kinderbuch) Zeichnungen: Éva Gaál. Corvina Verlag, 1976
- Konrads Traktor. (Bilderbuch. Zeichnungen von Rudolf Platzer). Berlin, Junge Welt, 1976.
- Tasso und die Galoschen. 2 Stücke. Aufbau, Berlin 1980
- Daß es dich gibt macht mich heiter. Liebesgedichte. Eremiten-Presse, Düsseldorf 1982, ISBN 3-87365-183-1
- Fundsachen. Gedichte. Aufbau-Verlag. Berlin und Weimar 1984
- Ich liebe dich. Handpresse Gutsch. Berlin 1988, ISBN 3-924993-47-5
- Eines beliebigen Tages. Ausgewählte Gedichte. Tribüne, Berlin 1989, ISBN 3-7303-0435-6
- Sinn- und Unsinngedichte. Aufbau, Berlin 1989, ISBN 3-351-01513-5
- Der besoffene Fluss. Balladen. Aufbau, Berlin 1991, ISBN 3-351-01834-7
- So oder so. Gedichte 1950–1990. Aufbau, Berlin 1992, ISBN 3-7466-0182-7
- Kaspers Waage. Gedichte. Aufbau, Berlin 1992, ISBN 3-351-02193-3
- Zweisam. Liebesgedichte. Aufbau, Berlin 1999, ISBN 3-7466-1569-0
- Lutz Görner (Hrsg.): Sämtliche Gedichte und andere Werke (1950–2005). Aufbau, Berlin 2005, ISBN 3-351-03062-2

## Theater
- 1966: Das Märchen von der Straßenbahn Therese – Regie: Hanuš Burger (Theater der Freundschaft)
- 1966: Ein Krug mit Oliven – Regie: Heiner Möbius (Theater der Freundschaft)
- 1969: Musterschüler – Regie: Horst Hawemann (Theater der Freundschaft)
- 1972: Die kluge Susanne (frei nach Die kluge Bauerntochter) – Regie: Mirjana Erceg (Theater der Freundschaft)

## Filmografie
- 1983: Durch Zilles Gegend geloofen (Drehbuch und Sprecher)
- 1986: In Zilles Scheunenviertel erlebt (Drehbuch)